# Franz Philipp Breitsprecher
Franz Philipp Breitsprecher, geadelt als von Breitenstern, in der Literatur auch als Franz Philipp Breitsprecher von Breitenstern (* Juli 1739 in Bergen auf Rügen; † 27. November 1798 in Wismar) war ein deutscher Jurist, Hochschullehrer und Richter am Obertribunal Wismar.

## Leben
Nach dem Besuch der Schule in Bergen, wo sein Vater Bürgermeister war, studierte Franz Philipp Breitsprecher ab 1756 an der Universität Greifswald. Zunächst studierte er bei Peter Ahlwardt Philosophie und Mathematik, dann bei Johann Brandan Engelbrecht Rechtswissenschaften. Sein Jurastudium setzte er 1759 an der Universität Kiel bei Dorn und Winter fort und später an der Universität Göttingen unter anderem bei Heinrich Christian von Selchow, Gottfried Achenwall, Johann Stephan Pütter und Georg Ludwig Böhmer.
Später war er bis 1763 in Bergen – im selben Jahr wurde er zum Doctor iuris utriusque promoviert – und danach in Greifswald als Rechtsanwalt tätig. 1769 wurde er zum Professor der Rechte an der Greifswalder Universität berufen und 1772 zum Beisitzer des Königlichen Konsistoriums ernannt. Er ging 1776 nach Wismar, wo er Assessor am Obertribunal wurde. 1788 wurde er in den schwedischen Adelsstand erhoben und gleichzeitig zum Vizepräsidenten des Tribunals ernannt. Dieses Amt bekleidete er bis an sein Lebensende. 1795 wurde er in den Nordstern-Orden aufgenommen.
Eine seiner Töchter, Ulrike von Breitenstern (1776–1828), wurde als Musikerin bekannt. Sein Sohn, Karl von Breitenstern (1777–1825), war Bürgermeister von Wismar. Mit dessen Sohn, dem Amtmann und Regierungssekretär Gustav von Breitenstern in Dömitz, erlosch die adlige Familie von Breitenstern.

## Schriften (Auswahl)
- Emanuel Friedrich Hagemeister (Hrsg.): Von der Querel, nach Maßgabe der königl. Tribunalordnung für die schwedisch-pommerschen Staaten. 1806.
- Das schwedisch-pommersche Tertialrecht. (Manuskript).
- Sammlung von Rechtsfällen. (Manuskript).